# Капитан-командор
Капита́н-командо́р (также капитан бригадирского ранга с 1764 по 1798 год) — чин в российском военно-морском флоте в 1707—1732 и в 1751—1827 годах.

## История
Введён в 1707 году, в 1722 году включён в Табель о рангах. Относился к 5-му классу, при этом считался ниже контр-адмирала, но выше капитана корабля (с 1713 года выше капитана первого ранга). В русской армии капитан-командору соответствовал бригадир, на гражданской (статской) службе — статский советник. Обращение — «Ваше высокородие».
В обязанности капитан-командора входило командование небольшими отрядами кораблей, а также временное замещение контр-адмирала.
В 1732 году чин был упразднён решением Воинской морской комиссии, и его функции выполнял старший из капитанов кораблей. Чин капитан-командора был восстановлен в 1751 году, а с 1764 по 1798 год по одним источникам заменён на чин капитан бригадирского ранга, а по другим разделён на два ранга — капитан генерал-майорского ранга и капитан бригадирского ранга, относившимся к IV и V классам соответственно. По этим данным, когда деление на ранги в 1798 году было отменено, чин капитан-командора стал относиться к IV классу, равному армейскому генерал-майору и гражданскому действительному статскому советнику, при этом капитан-командор считался ниже контр-адмирала, относившегося к тому же классу. Эквивалентный армейский чин бригадира был вообще исключён из Табели о рангах.
Чин капитан-командора было окончательно упразднён в 1827 году, а капитанам первого ранга в случае дальнейшего повышения по службе стали присваивать сразу чин контр-адмирала.

## Известные носители
- Витус Беринг — начальник Первой и Второй Камчатских экспедиций. В память заслуг Беринга от его звания возникли производные наименования:
  - Командорские острова:
    - Командорский заповедник;
    - командорский песец;
    - командорский ремнезуб.
- Ф. Ф. Беллинсгаузен — один из первооткрывателей Антарктиды, был произведён в чин капитан-командора по возвращении из экспедиции 1819—1821 годов.
- А. И. Чириков — помощник Витуса Беринга, впоследствии капитан-командор.
- А. И. Секерин (1764).
- И. И. Биллингс.
- А. М. Корнилов.
- С. П. Иевлев — стольник Петра Первого, шаутбенахт (контр-адмирал), участник строительства Новодвинской крепости.